# Natació als Jocs Olímpics d'Estiu de 2024
La natació als Jocs Olímpics de París 2024 es realitzà al Paris La Défense Arena a Nanterre del 27 de juliol al 4 d'agost de 2024. Les proves de natació en aigües obertes foren disputades els dies 8 i 9 d'agost a les aigües del riu Sena, amb punt de partida al pont Alexandre III.
En total es disputaren en aquest esport 37 proves diferents, 18 masculines, 18 femenines i una mixta. El programa de competicions es va mantenir com a l'edició anterior.

## Calendari de competició
| S | Sèries | ½ | Semifinals | F | Final |

| MASCULÍ             | MASCULÍ | MASCULÍ | MASCULÍ | MASCULÍ | MASCULÍ | MASCULÍ | MASCULÍ | MASCULÍ | MASCULÍ | MASCULÍ | MASCULÍ | MASCULÍ | MASCULÍ | MASCULÍ | MASCULÍ | MASCULÍ | MASCULÍ | MASCULÍ | MASCULÍ | MASCULÍ | MASCULÍ | MASCULÍ |
| Data →              | Ds 27   | Ds 27   | Dg 28   | Dg 28   | Dl 29   | Dl 29   | Dm 30   | Dm 30   | Dc 31   | Dc 31   | Dj 01   | Dj 01   | Dv 02   | Dv 02   | Ds 03   | Ds 03   | Dg 04   | Dg 04   | Dj 08   | Dj 08   | Dv 09   | Dv 09   |
| Prova↓              | M       | T       | M       | T       | M       | T       | M       | T       | M       | T       | M       | T       | M       | T       | M       | T       | M       | T       | M       | T       | M       | T       |
| ------------------- | ------- | ------- | ------- | ------- | ------- | ------- | ------- | ------- | ------- | ------- | ------- | ------- | ------- | ------- | ------- | ------- | ------- | ------- | ------- | ------- | ------- | ------- |
| 50 m lliures        |         |         |         |         |         |         |         |         |         |         | S       | ½       |         | F       |         |         |         |         |         |         |         |         |
| 100 m lliures       |         |         |         |         |         |         | S       | ½       |         | F       |         |         |         |         |         |         |         |         |         |         |         |         |
| 200 m lliures       |         |         | S       | ½       |         | F       |         |         |         |         |         |         |         |         |         |         |         |         |         |         |         |         |
| 400 m lliures       | S       | F       |         |         |         |         |         |         |         |         |         |         |         |         |         |         |         |         |         |         |         |         |
| 800 m lliures       |         |         |         |         | S       |         |         | F       |         |         |         |         |         |         |         |         |         |         |         |         |         |         |
| 1500 m lliures      |         |         |         |         |         |         |         |         |         |         |         |         |         |         | S       |         |         | F       |         |         |         |         |
| 100 m braça         | S       | ½       |         | F       |         |         |         |         |         |         |         |         |         |         |         |         |         |         |         |         |         |         |
| 200 m braça         |         |         |         |         |         |         | S       | ½       |         | F       |         |         |         |         |         |         |         |         |         |         |         |         |
| 100 m espatlla      |         |         | S       | ½       |         | F       |         |         |         |         |         |         |         |         |         |         |         |         |         |         |         |         |
| 200 m espatlla      |         |         |         |         |         |         |         |         | S       | ½       |         | F       |         |         |         |         |         |         |         |         |         |         |
| 100 m papallona     |         |         |         |         |         |         |         |         |         |         |         |         | S       | ½       |         | F       |         |         |         |         |         |         |
| 200 m papallona     |         |         |         |         |         |         | S       | ½       |         | F       |         |         |         |         |         |         |         |         |         |         |         |         |
| 200 m estils        |         |         |         |         |         |         |         |         |         |         | S       | ½       |         | F       |         |         |         |         |         |         |         |         |
| 400 m estils        |         |         | S       | F       |         |         |         |         |         |         |         |         |         |         |         |         |         |         |         |         |         |         |
| 4×100 m lliures     | S       | F       |         |         |         |         |         |         |         |         |         |         |         |         |         |         |         |         |         |         |         |         |
| 4×200 m lliures     |         |         |         |         |         |         | S       | F       |         |         |         |         |         |         |         |         |         |         |         |         |         |         |
| 4×100 m estils      |         |         |         |         |         |         |         |         |         |         |         |         |         |         | S       |         |         | F       |         |         |         |         |
| 10 km agües obertes |         |         |         |         |         |         |         |         |         |         |         |         |         |         |         |         |         |         |         |         | F       |         |
| FEMENÍ              |         |         |         |         |         |         |         |         |         |         |         |         |         |         |         |         |         |         |         |         |         |         |
| Data →              | Ds 27   | Ds 27   | Dg 28   | Dg 28   | Dl 29   | Dl 29   | Dm 30   | Dm 30   | Dc 31   | Dc 31   | Dj 01   | Dj 01   | Dv 02   | Dv 02   | Ds 03   | Ds 03   | Dg 04   | Dg 04   | Dj 08   | Dj 08   | Dv 09   | Dv 09   |
| Prova ↓             | M       | T       | M       | T       | M       | T       | M       | T       | M       | T       | M       | T       | M       | T       | M       | T       | M       | T       | M       | T       | M       | T       |
| 50 m lliures        |         |         |         |         |         |         |         |         |         |         |         |         |         |         | S       | ½       |         | F       |         |         |         |         |
| 100 m lliures       |         |         |         |         |         |         | S       | ½       |         | F       |         |         |         |         |         |         |         |         |         |         |         |         |
| 200 m lliures       |         |         | S       | ½       |         | F       |         |         |         |         |         |         |         |         |         |         |         |         |         |         |         |         |
| 400 m lliures       | S       | F       |         |         |         |         |         |         |         |         |         |         |         |         |         |         |         |         |         |         |         |         |
| 800 m lliures       |         |         |         |         |         |         |         |         |         |         |         |         | S       |         |         | F       |         |         |         |         |         |         |
| 1500 m lliures      |         |         |         |         |         |         | S       |         |         | F       |         |         |         |         |         |         |         |         |         |         |         |         |
| 100 m braça         |         |         | S       | ½       |         | F       |         |         |         |         |         |         |         |         |         |         |         |         |         |         |         |         |
| 200 m braça         |         |         |         |         |         |         |         |         | S       | ½       |         | F       |         |         |         |         |         |         |         |         |         |         |
| 100 m espatlla      |         |         |         |         | S       | ½       |         | F       |         |         |         |         |         |         |         |         |         |         |         |         |         |         |
| 200 m espatlla      |         |         |         |         |         |         |         |         |         |         | S       | ½       |         | F       |         |         |         |         |         |         |         |         |
| 100 m papallona     | S       | ½       |         | F       |         |         |         |         |         |         |         |         |         |         |         |         |         |         |         |         |         |         |
| 200 m papallona     |         |         |         |         |         |         |         |         | S       | ½       |         | F       |         |         |         |         |         |         |         |         |         |         |
| 200 m estils        |         |         |         |         |         |         |         |         |         |         |         |         | S       | ½       |         | F       |         |         |         |         |         |         |
| 400 m estils        |         |         |         |         | S       | F       |         |         |         |         |         |         |         |         |         |         |         |         |         |         |         |         |
| 4×100 m lliures     | S       | F       |         |         |         |         |         |         |         |         |         |         |         |         |         |         |         |         |         |         |         |         |
| 4×200 m lliures     |         |         |         |         |         |         |         |         |         |         | S       | F       |         |         |         |         |         |         |         |         |         |         |
| 4×100 m estils      |         |         |         |         |         |         |         |         |         |         |         |         |         |         | S       |         |         | F       |         |         |         |         |
| 10 km agües obertes |         |         |         |         |         |         |         |         |         |         |         |         |         |         |         |         |         |         | F       |         |         |         |
| MIXT                |         |         |         |         |         |         |         |         |         |         |         |         |         |         |         |         |         |         |         |         |         |         |
| Data →              | Ds 27   | Ds 27   | Dg 28   | Dg 28   | Dl 29   | Dl 29   | Dm 30   | Dm 30   | Dc 31   | Dc 31   | Dj 01   | Dj 01   | Dv 02   | Dv 02   | Ds 03   | Ds 03   | Dg 04   | Dg 04   | Dj 08   | Dj 08   | Dv 09   | Dv 09   |
| Prova ↓             | M       | T       | M       | T       | M       | T       | M       | T       | M       | T       | M       | T       | M       | T       | M       | T       | M       | T       | M       | T       | M       | T       |
| 4×100 m estils      |         |         |         |         |         |         |         |         |         |         |         |         | S       |         |         | F       |         |         |         |         |         |         |

## Qualificació

### Competicions individuals
La Federació Internacional de Natació estableix els temps de classificació per a les competicions individuals. Els estàndards de temps consisteixen en dos tipus: "temps de qualificació olímpica" (OQT, col·loquialment conegut com a tall A) i un "temps de consideració olímpica" (OCT, col·loquialment conegut com a tall B). Cada país pot inscriure un màxim de dos nedadors per prova, sempre que compleixin el temps de classificació. Un país pot presentar un nedador per esdeveniment que compleixi l'estàndard d'invitació. Qualsevol nedador que compleixi el temps de "classificació" entrarà a la prova dels Jocs. Un nedador que compleixi l'estàndard d'"invitació" és elegible per a l'entrada assignada per classificació. Si un país no té un nedador que compleixi cap dels estàndards de qualificació, en pot inscriure un de masculí i un de femení. Un país que no te un lloc d'assignació però que introdueix almenys un nedador que assoleixi un estàndard de qualificació podrà inscriure els que tinguin la classificació més alta.

### Competicions de relleu
Cada competició de relleus disposa de 16 equips, compostos pels següents:
- 3: els tres millors equips segons els seus resultats finals aconseguits als Campionats Mundial de Natació de 2023 a Fukuoka, Japó
- 13: els tretze millors equips, amb els temps més ràpids basats en els resultats assolits en les seves fases preliminars i finals als Campionats del Món d'Aquàtiques de 2023 a Fukuoka i al Campionat Mundial de Natació de 2024 a Doha, excloent els equips ja classificats en aquesta prova al Mundial de 2023.de Fukuoka.

Tots els atletes inscrits en proves individuals poden participar en relleus, encara que no hagin assolit l'OCT per la braça i distància corresponents als relleus en els quals s'inscriuen. Els equips de relleus poden formar part d'atletes addicionals, segons el nombre de proves per a les quals s'hagin classificat.

### Natació en aigües obertes
Les curses masculines i femenines de 10 km van comptar amb 22 nedadors cadascuna, tres menys que les de la llista de Tòquio 2020.
- 3: els tres medallistes a les curses de 10 km al Campionat del Món d'Aquàtiques 2023 a Fukuoka, Japó
- 13: els tretze millors nedadors que competeixen per classificar-se als Campionats del Món d'Aquàtiques 2024 a Doha, Qatar
- 5: un representant de cada continent FINA (Àfrica, Amèrica, Àsia, Europa i Oceania).
- 1: del país amfitrió (França) si no està qualificat per altres mitjans. Si un o més nedadors francesos d'aigües obertes es classifiquen de manera regular i directa, les seves places es reassignaran als següents nedadors elegibles millor classificats dels Campionats del Món d'Aquàtiques 2024.

## Medallistes

### Dones
| Prova                | Or                                                                                             | Or          | Plata                                                                        | Plata     | Bronze                                                                   | Bronze    |
| 50 m lliure          | Sarah Sjöström (SWE)                                                                           | 23.71       | Meg Harris (AUS)                                                             | 23.97     | Zhang Yufei (CHN)                                                        | 24.20     |
| 100 m lliure         | Sarah Sjöström (SWE)                                                                           | 52.16       | Torri Huske (USA)                                                            | 52.29     | Siobhán Haughey (HKG)                                                    | 52.33     |
| 200 m lliure         | Mollie O'Callaghan (AUS)                                                                       | 1:53.27 RO  | Ariarne Titmus (AUS)                                                         | 1:53.81   | Siobhán Haughey (HKG)                                                    | 1:54.55   |
| 400 m lliure         | Ariarne Titmus (AUS)                                                                           | 3:57.49     | Summer McIntosh (CAN)                                                        | 3:58.37   | Katie Ledecky (USA)                                                      | 4:00.86   |
| 800 m lliure         | Katie Ledecky (USA)                                                                            | 15:30.02 RO | Anastasiya Kirpichnikova (FRA)                                               | 15:40.35  | Isabel Marie Gose (GER)                                                  | 15:41.16  |
| 1500 m lliure        | Katie Ledecky (USA)                                                                            | 15:30.02 RO | Anastasiya Kirpichnikova (FRA)                                               | 15:40.35  | Isabel Marie Gose (GER)                                                  | 15:41.16  |
|                      |                                                                                                |             |                                                                              |           |                                                                          |           |
| 100 m esquena        | Kaylee McKeown (AUS)                                                                           | 57.33 RO    | Regan Smith (USA)                                                            | 57.66     | Katharine Berkoff (USA)                                                  | 57.98     |
| 200 m esquena        | Kaylee McKeown (AUS)                                                                           | 2:03.73 RO  | Regan Smith (USA)                                                            | 2:04.26   | Kylie Masse (CAN)                                                        | 2:05.57   |
|                      |                                                                                                |             |                                                                              |           |                                                                          |           |
| 100 m braça          | Tatjana Smith (RSA)                                                                            | 1:05.28     | Tang Qianting (CHN)                                                          | 1:05.54   | Mona McSharry (IRE)                                                      | 1:05.59   |
| 200 m braça          | Kate Douglass (USA)                                                                            | 2:19.24     | Tatjana Smith (RSA)                                                          | 2:19.60   | Tes Schouten (NED)                                                       | 2:21.05   |
|                      |                                                                                                |             |                                                                              |           |                                                                          |           |
| 100 m papallona      | Torri Huske (USA)                                                                              | 55.59       | Gretchen Walsh (USA)                                                         | 55.63     | Zhang Yufei (CHN)                                                        | 56.21     |
| 200 m papallona      | Summer McIntosh (CAN)                                                                          | 2:03.03 RO  | Regan Smith (USA)                                                            | 2:03.84   | Zhang Yufei (CHN)                                                        | 2:05.09   |
|                      |                                                                                                |             |                                                                              |           |                                                                          |           |
| 200 m estils         | Summer McIntosh (CAN)                                                                          | 2:06.56 RO  | Kate Douglass (USA)                                                          | 2:06.92   | Kaylee McKeown (USA)                                                     | 2:08.08   |
| 400 m estils         | Summer McIntosh (CAN)                                                                          | 4:27.71     | Katie Grimes (USA)                                                           | 4:33.40   | Emma Weyant (USA)                                                        | 4:34.93   |
|                      |                                                                                                |             |                                                                              |           |                                                                          |           |
| 4 × 100 m lliure     | AustràliaMollie O'Callaghan · Shayna Jack · Emma McKeon · Meg Harris ·                         | 3:28.92 RO  | Estats UnitsKate Douglass · Gretchen Walsh · Torri Huske · Simone Manuel ·   | 3:30.20   | R.P. de la XinaYang Junxuan · Cheng Yujie · Zhang Yufei · Wu Qingfeng ·  | 3:30.30   |
| 4 × 200 m lliure     | AustràliaMollie O'Callaghan · Lani Pallister · Brianna Throssell · Ariarne Titmus · Dong Jie · | 7:38.08 RO  | Estats UnitsClaire Weinstein · Paige Madden · Katie Ledecky · Erin Gemmell · | 7:40.86   | R.P. de la XinaYang Junxuan · Li Bingjie · Ge Chutong · Liu Yaxin ·      | 7:42.34   |
| 4 × 100 m estils     | Estats UnitsRegan Smith · Lilly King · Gretchen Walsh · Torri Huske ·                          | 3:49.63 RM  | AustràliaKaylee McKeown · Jenna Strauch · Emma McKeon · Mollie O'Callaghan · | 3:53.11   | R.P. de la XinaWan Letian · Tang Qianting · Zhang Yufei · Yang Junxuan · | 3:53.23   |
|                      |                                                                                                |             |                                                                              |           |                                                                          |           |
| 10 km aigües obertes | Sharon van Rouwendaal (NED)                                                                    | 2:03:34.2   | Moesha Johnson (AUS)                                                         | 2:03:39.7 | Ginevra Taddeucci (ITA)                                                  | 2:03:42.8 |

### Mixtes
| Prova            | Or                                                                  | Or         | Plata                                                              | Plata   | Bronze                                                                        | Bronze  |
| 4 × 100 m estils | Estats UnitsRyan Murphy · Nic Fink · Gretchen Walsh · Torri Huske · | 3:37.43 RM | R.P. de la XinaXu Jiayu · Qin Haiyang · Zhang Yufei · Yang Junxuan | 3:37.55 | AustràliaKaylee McKeown · Joshua Yong · Matthew Temple · Mollie O'Callaghan · | 3:38.76 |

## Medaller
| Posició | País            | Or | Plata | Bronze | Total |
| 1.      | Estats Units    | 8  | 13    | 7      | 28    |
| 2.      | Austràlia       | 7  | 9     | 3      | 19    |
| 3.      | França          | 4  | 1     | 2      | 7     |
| 4.      | Canadà          | 3  | 2     | 3      | 8     |
| 5.      | Hongria         | 3  | 1     | 1      | 5     |
| 6.      | R.P. de la Xina | 2  | 3     | 7      | 12    |
| 7.      | Itàlia          | 2  | 1     | 3      | 6     |
| 8.      | Suècia          | 2  | 0     | 0      | 2     |
| 9.      | Regne Unit      | 1  | 4     | 0      | 5     |
| 10.     | Alemanya        | 1  | 1     | 1      | 3     |
| 11.     | Sud-àfrica      | 1  | 1     | 0      | 2     |
| 12.     | Irlanda         | 1  | 0     | 2      | 3     |
| 12.     | Països Baixos   | 1  | 0     | 2      | 3     |
| 14.     | Romania         | 1  | 0     | 1      | 2     |
| 14.     | Japó            | 0  | 1     | 0      | 1     |
| 16.     | Grècia          | 0  | 1     | 0      | 1     |
| 16.     | Japó            | 0  | 1     | 0      | 1     |
| 18.     | Hong Kong       | 0  | 0     | 2      | 2     |
| 18.     | Corea del Sud   | 0  | 0     | 1      | 1     |
| 18.     | Suïssa          | 0  | 0     | 1      | 1     |
| Total   | Total           | 37 | 38    | 36     | 111   |